# العلاقات المالديفية التوفالية
العلاقات المالديفية التوفالية هي العلاقات الثنائية التي تجمع بين المالديف وتوفالو.

## مقارنة بين البلدين
هذه مقارنة عامة ومرجعية للدولتين:
| وجه المقارنة                                              | المالديف       | توفالو                         |
| --------------------------------------------------------- | -------------- | ------------------------------ |
| المساحة (كم2)                                             | 298            | 26                             |
| عدد السكان (نسمة)                                         | 436.33 ألف     | 11.19 ألف                      |
| الكثافة السكانية (ن./كم²)                                 | 146.42 ألف     | 43.04 ألف                      |
| العاصمة                                                   | ماليه          | فونافوتي                       |
| اللغة الرسمية                                             | اللغة الديفهي  | اللغة التوفالوية، لغة إنجليزية |
| العملة                                                    | روفيه مالديفية | دولار توفالو                   |
| الناتج المحلي الإجمالي (بليون دولار)                      | 4.60 مليار     | 39.73 مليون                    |
| الناتج المحلي الإجمالي (تعادل القوة الشرائية) بليون دولار | 5.23 مليار     | 38.93 مليون                    |
| الناتج المحلي الإجمالي الاسمي للفرد دولار أمريكي          | 8.39 ألف       | 3.29 ألف                       |
| الناتج المحلي الإجمالي للفرد دولار أمريكي                 | 12.53 ألف      | 3.77 ألف                       |
| مؤشر التنمية البشرية                                      | 0.706          |                                |
| رمز المكالمات الدولي                                      | +960           | +688                           |
| رمز الإنترنت                                              | .mv            | .tv                            |
| المنطقة الزمنية                                           | ت ع م+05:00    | ت ع م+12:00                    |

## منظمات دولية مشتركة
يشترك البلدان في عضوية مجموعة من المنظمات الدولية، منها:
| علم المنظمة | اسم المنظمة                   | تاريخ انضمام المالديف | تاريخ انضمام توفالو |
| ----------- | ----------------------------- | --------------------- | ------------------- |
|             | منظمة حظر الأسلحة الكيميائية  | ?                     | ?                   |
|             | تحالف الدول الجزرية الصغيرة   | ?                     | ?                   |
|             | الأمم المتحدة                 | 21 سبتمبر 1965        | 5 سبتمبر 2000       |
|             | دول الكومنولث                 | ?                     | ?                   |
|             | يونسكو                        | 18 يوليو 1980         | 21 أكتوبر 1991      |
|             | مؤسسة التنمية الدولية         | 13 يناير 1978         | 24 يونيو 2010       |
|             | بنك التنمية الآسيوي           | 1978                  | 1993                |
|             | البنك الدولي للإنشاء والتعمير | 13 يناير 1978         | 24 يونيو 2010       |
|             | الاتحاد البريدي العالمي       | ?                     | ?                   |
|             | الاتحاد الدولي للاتصالات      | 28 فبراير 1967        | 15 أغسطس 1996       |

## وصلات خارجية
- موقع وزارة الخارجية المالديفية